# Maria van Brabant (1278-1338)
Maria van Brabant (1278 - 1338) was een dochter van hertog Jan I van Brabant. In 1297 huwde zij met graaf Amadeus V van Savoye. Samen kregen ze vier volgende kinderen:
- Maria (1298-1334), in 1309 gehuwd met Hugo van La Tour du Pin (-1329), baron van Faucigny
- Catharina (1304-1336), in 1315 gehuwd met hertog Leopold I van Oostenrijk (1290-1326)
- Anna (1306-1329), in 1326 gehuwd met Andronicus III van Byzantium (1295-1341)
- Beatrix (1310-1331), in 1328 gehuwd met hertog Hendrik van Karinthië (1265-1335).

## Voorouders
| Voorouders van Maria van Brabant (1278-1338) | Voorouders van Maria van Brabant (1278-1338)                                     | Voorouders van Maria van Brabant (1278-1338)                                     | Voorouders van Maria van Brabant (1278-1338)                                     | Voorouders van Maria van Brabant (1278-1338)                                     | Voorouders van Maria van Brabant (1278-1338)                                        | Voorouders van Maria van Brabant (1278-1338)                                        | Voorouders van Maria van Brabant (1278-1338)                                  | Voorouders van Maria van Brabant (1278-1338)                                  |
| -------------------------------------------- | -------------------------------------------------------------------------------- | -------------------------------------------------------------------------------- | -------------------------------------------------------------------------------- | -------------------------------------------------------------------------------- | ----------------------------------------------------------------------------------- | ----------------------------------------------------------------------------------- | ----------------------------------------------------------------------------- | ----------------------------------------------------------------------------- |
| Overgrootouders                              | Hendrik II van Brabant (1207-1248) ∞ Maria van Zwaben (1201-1235)                | Hendrik II van Brabant (1207-1248) ∞ Maria van Zwaben (1201-1235)                | Hugo IV van Bourgondië (1212-1272) ∞ 1229 Yolande van Dreux (1212-1248)          | Hugo IV van Bourgondië (1212-1272) ∞ 1229 Yolande van Dreux (1212-1248)          | Willem II van Dampierre (1196-1231) ∞ 1223 Margaretha II van Vlaanderen (1202-1280) | Willem II van Dampierre (1196-1231) ∞ 1223 Margaretha II van Vlaanderen (1202-1280) | Robrecht VII van Béthune (1200-1248) ∞ Elisabeth van Morialmez                | Robrecht VII van Béthune (1200-1248) ∞ Elisabeth van Morialmez                |
| Grootouders                                  | Hendrik III van Brabant (1231-1261) ∞ +/-1251 Aleidis van Bourgondië (1233-1273) | Hendrik III van Brabant (1231-1261) ∞ +/-1251 Aleidis van Bourgondië (1233-1273) | Hendrik III van Brabant (1231-1261) ∞ +/-1251 Aleidis van Bourgondië (1233-1273) | Hendrik III van Brabant (1231-1261) ∞ +/-1251 Aleidis van Bourgondië (1233-1273) | Gwijde van Dampierre (1226-1305) ∞ 1246 Mathilde van Béthune (?-1263))              | Gwijde van Dampierre (1226-1305) ∞ 1246 Mathilde van Béthune (?-1263))              | Gwijde van Dampierre (1226-1305) ∞ 1246 Mathilde van Béthune (?-1263))        | Gwijde van Dampierre (1226-1305) ∞ 1246 Mathilde van Béthune (?-1263))        |
| Ouders                                       | Jan I van Brabant (±1252–1294) ∞ +/-1273 Margaretha van Dampierre (1251-1285)    | Jan I van Brabant (±1252–1294) ∞ +/-1273 Margaretha van Dampierre (1251-1285)    | Jan I van Brabant (±1252–1294) ∞ +/-1273 Margaretha van Dampierre (1251-1285)    | Jan I van Brabant (±1252–1294) ∞ +/-1273 Margaretha van Dampierre (1251-1285)    | Jan I van Brabant (±1252–1294) ∞ +/-1273 Margaretha van Dampierre (1251-1285)       | Jan I van Brabant (±1252–1294) ∞ +/-1273 Margaretha van Dampierre (1251-1285)       | Jan I van Brabant (±1252–1294) ∞ +/-1273 Margaretha van Dampierre (1251-1285) | Jan I van Brabant (±1252–1294) ∞ +/-1273 Margaretha van Dampierre (1251-1285) |